# 西藏绢蒿
西藏绢蒿（学名：Seriphidium thomsonianum）为菊科绢蒿属的植物。分布在印度、克什米尔、巴基斯坦、阿富汗以及中国大陆的西藏等地，生长于海拔3,600米至4,270米的地区，目前尚未由人工引种栽培。